# Diskografie Pola G
Toto je seznam vydané diskografie amerického rappera Pola G.

## Alba

### Studiová alba
| Název                                                                                   | Detaily o albu                                      | Umístění v hitparádách | Umístění v hitparádách | Umístění v hitparádách | Umístění v hitparádách | Umístění v hitparádách | Umístění v hitparádách | Umístění v hitparádách | Umístění v hitparádách | Certifikace                                                                 |
| Název                                                                                   | Detaily o albu                                      | US                     | US R&B/HH              | US Rap                 | AUS                    | CAN                    | NLD                    | NZ                     | UK                     | Certifikace                                                                 |
| --------------------------------------------------------------------------------------- | --------------------------------------------------- | ---------------------- | ---------------------- | ---------------------- | ---------------------- | ---------------------- | ---------------------- | ---------------------- | ---------------------- | --------------------------------------------------------------------------- |
| Die a Legend                                                                            | - Vydáno: 7. června 2019 - Vydavatelství: Columbia  | 6                      | 2                      | 1                      | —                      | 20                     | 83                     | —                      | —                      | - RIAA: 2× Platinum - BPI: Gold - MC: 2× Platinum                           |
| The Goat                                                                                | - Vydáno: 15. května 2020 - Vydavatelství: Columbia | 2                      | 2                      | 2                      | 10                     | 2                      | 11                     | 20                     | 6                      | - RIAA: 2× Platinum - ARIA: Gold - BPI: Gold - MC: 3× Platinum - RMNZ: Gold |
| Hall of Fame                                                                            | - Vydáno: 11. června 2021 - Vydavatelství: Columbia | 1                      | 1                      | 1                      | 3                      | 2                      | 3                      | 2                      | 3                      | - RIAA: 2× Platinum - BPI: Silver - MC: 2× Platinum                         |
| Hood Poet                                                                               | - Vydáno: 9. srpna 2024 - Vydavatelství: Columbia   | 28                     | 6                      | 5                      | —                      | 64                     | —                      | —                      | —                      |                                                                             |
| "—" značí, že se nahrávka neumístila v hitparádách nebo v tomto území ani nebyla vydána |                                                     |                        |                        |                        |                        |                        |                        |                        |                        |                                                                             |

### Deluxe alba
| Název            | Detaily                                              |
| ---------------- | ---------------------------------------------------- |
| Hall of Fame 2.0 | - Vydáno: 3. prosince 2021 - Vydavatelství: Columbia |

## Singly

### Jako hlavní umělec
| Název                                                                                   | Rok  | Umístění v hitparádách | Umístění v hitparádách | Umístění v hitparádách | Umístění v hitparádách | Umístění v hitparádách | Umístění v hitparádách | Umístění v hitparádách | Umístění v hitparádách | Umístění v hitparádách | Certifikace                                                                                   | Album                                                 |
| Název                                                                                   | Rok  | US                     | US R&B/HH              | US Rap                 | AUS                    | CAN                    | IRE                    | NZ Hot                 | UK                     | WW                     | Certifikace                                                                                   | Album                                                 |
| --------------------------------------------------------------------------------------- | ---- | ---------------------- | ---------------------- | ---------------------- | ---------------------- | ---------------------- | ---------------------- | ---------------------- | ---------------------- | ---------------------- | --------------------------------------------------------------------------------------------- | ----------------------------------------------------- |
| "Neva Cared"                                                                            | 2018 | —                      | —                      | —                      | —                      | —                      | —                      | —                      | —                      | —                      |                                                                                               | Singly bez alb                                        |
| "The Come Up"                                                                           | 2018 | —                      | —                      | —                      | —                      | —                      | —                      | —                      | —                      | —                      |                                                                                               | Singly bez alb                                        |
| "Gang WithMe"                                                                           | 2018 | —                      | —                      | —                      | —                      | —                      | —                      | —                      | —                      | —                      |                                                                                               | Singly bez alb                                        |
| "Hollywood"                                                                             | 2018 | —                      | —                      | —                      | —                      | —                      | —                      | —                      | —                      | —                      |                                                                                               | Singly bez alb                                        |
| "Finer Things"                                                                          | 2019 | —                      | —                      | —                      | —                      | —                      | —                      | —                      | —                      | —                      | - RIAA: 3× Platinum - BPI: Silver - MC: 2× Platinum                                           | Die a Legend                                          |
| "Battle Cry"                                                                            | 2019 | —                      | —                      | —                      | —                      | —                      | —                      | —                      | —                      | —                      | - RIAA: Gold                                                                                  | Die a Legend                                          |
| "Pop Out" (feat. Lil Tjay)                                                              | 2019 | 11                     | 7                      | 5                      | 73                     | 12                     | 61                     | —                      | 41                     | —                      | - RIAA: 8× Platinum - ARIA: Gold - BPI: Platinum - MC: 9× Platinum - RMNZ: Platinum           | Die a Legend                                          |
| "Deep Wounds"                                                                           | 2019 | —                      | —                      | —                      | —                      | —                      | —                      | —                      | —                      | —                      | - RIAA: Gold                                                                                  | Die a Legend                                          |
| "Pop Out Again" (feat. Lil Baby a Gunna)                                                | 2019 | —                      | —                      | —                      | —                      | —                      | —                      | —                      | —                      | —                      |                                                                                               | Die a Legend                                          |
| "Heartless" (feat. Mustard)                                                             | 2019 | —                      | —                      | —                      | —                      | —                      | —                      | —                      | —                      | —                      | - RIAA: 2× Platinum - MC: 2× Platinum - RMNZ: Gold                                            | The Goat                                              |
| "First Place" (s Lil Tjay)                                                              | 2020 | —                      | —                      | —                      | —                      | —                      | —                      | —                      | —                      | —                      | - RIAA: Gold                                                                                  | Singl bez alb                                         |
| "Go Stupid" (se Stunna 4 Vegas a NLE Choppa feat. Mike Will Made It)                    | 2020 | 60                     | 29                     | 20                     | —                      | 28                     | 97                     | 16                     | —                      | —                      | - RIAA: 3× Platinum - BPI: Silver - MC: 3× Platinum - RMNZ: Gold                              | The Goat                                              |
| "DND"                                                                                   | 2020 | 84                     | 37                     | —                      | —                      | —                      | —                      | 33                     | —                      | —                      | - RIAA: Platinum                                                                              | The Goat                                              |
| "Wishing for a Hero" (feat. BJ the Chicago Kid)                                         | 2020 | —                      | —                      | —                      | —                      | —                      | —                      | 29                     | —                      | —                      | - RIAA: Gold                                                                                  | The Goat                                              |
| "Martin & Gina"                                                                         | 2020 | 61                     | 22                     | 22                     | 42                     | 52                     | 32                     | 23                     | 48                     | 94                     | - RIAA: 7× Platinum - ARIA: 2× Platinum - BPI: Platinum - MC: 7× Platinum - RMNZ: 2× Platinum | The Goat                                              |
| "Epidemic"                                                                              | 2020 | 47                     | 17                     | 16                     | —                      | 41                     | 46                     | 8                      | 54                     | 56                     | - RIAA: Platinum - BPI: Silver - MC: Platinum - RMNZ: Gold                                    | Hall of Fame                                          |
| "GNF (OKOKOK)"                                                                          | 2021 | 55                     | 22                     | 17                     | —                      | 55                     | —                      | 8                      | —                      | 109                    | - RIAA: Gold - MC: Gold                                                                       | Hall of Fame                                          |
| "Headshot" (s Lil Tjay a Fivio Foreign)                                                 | 2021 | 42                     | 21                     | 15                     | 70                     | 16                     | 39                     | 7                      | 40                     | 42                     | - RIAA: 2× Platinum - MC: Gold - RMNZ: Gold                                                   | Destined 2 Win                                        |
| "Rapstar"                                                                               | 2021 | 1                      | 1                      | 1                      | 4                      | 1                      | 2                      | 1                      | 3                      | 3                      | - RIAA: 7× Platinum - ARIA: 2× Platinum - BPI: Platinum - MC: 6× Platinum - RMNZ: 2× Platinum | Hall of Fame                                          |
| "Gang Gang" (s Lil Wayne)                                                               | 2021 | 33                     | 13                     | 9                      | 67                     | 34                     | 42                     | 7                      | 56                     | 44                     | - RIAA: Platinum - MC: Platinum                                                               | Hall of Fame                                          |
| "Waves" (s Gunna)                                                                       | 2021 | —                      | —                      | —                      | —                      | —                      | —                      | —                      | —                      | —                      |                                                                                               | Culture Jam                                           |
| "Better Days" (s Neiked a Mae Muller)                                                   | 2021 | 23                     | —                      | —                      | 16                     | 23                     | 20                     | 3                      | 32                     | 33                     | - RIAA: Platinum - ARIA: Platinum - BPI: Gold - MC: Platinum - RMNZ: Platinum                 | Sorry I'm Late                                        |
| "Bad Man (Smooth Criminal)"                                                             | 2021 | 49                     | 10                     | 7                      | 48                     | 39                     | 37                     | 7                      | 47                     | 58                     | - RIAA: Platinum                                                                              | Hall of Fame 2.0                                      |
| "Distraction"                                                                           | 2022 | 39                     | 7                      | 7                      | —                      | 31                     | 70                     | 7                      | 61                     | 66                     | - RIAA: Gold - MC: Gold                                                                       | Hood Poet                                             |
| "Bag Talk"                                                                              | 2022 | —                      | 41                     | —                      | —                      | —                      | —                      | 20                     | —                      | —                      |                                                                                               | Singly bez alb                                        |
| "My All"                                                                                | 2022 | —                      | 50                     | —                      | —                      | —                      | —                      | 11                     | —                      | —                      |                                                                                               | Singly bez alb                                        |
| "No Time Wasted" (feat. Future)                                                         | 2023 | 69                     | 27                     | 14                     | —                      | 73                     | —                      | 17                     | —                      | —                      |                                                                                               | Singly bez alb                                        |
| "Heartbroken" (s Diplo a Jessie Murph)                                                  | 2023 | 64                     | —                      | —                      | —                      | 52                     | —                      | 11                     | —                      | —                      | - RIAA: Platinum - RMNZ: Gold                                                                 | Diplo Presents Thomas Wesley, Chapter 2: Swamp Savant |
| "Barely Holdin' On"                                                                     | 2023 | 68                     | 23                     | 20                     | —                      | 93                     | —                      | 4                      | —                      | —                      |                                                                                               | Hood Poet                                             |
| "Sorrys & Ferraris"                                                                     | 2024 | —                      | 49                     | —                      | —                      | —                      | —                      | 20                     | —                      | —                      |                                                                                               | Singl bez alb                                         |
| "Angels in the Sky"                                                                     | 2024 | —                      | —                      | —                      | —                      | —                      | —                      | 14                     | —                      | —                      |                                                                                               | Hood Poet                                             |
| "We Uh Shoot" (s Lil Durk)                                                              | 2024 | —                      | —                      | —                      | —                      | —                      | —                      | 27                     | —                      | —                      |                                                                                               | Hood Poet                                             |
| "Way Out The Hood II" (s Lil Tjay)                                                      | 2024 | —                      | —                      | —                      | —                      | —                      | —                      | —                      | —                      | —                      |                                                                                               | Singl bez alb                                         |
| "—" značí, že se nahrávka neumístila v hitparádách nebo v tomto území ani nebyla vydána |      |                        |                        |                        |                        |                        |                        |                        |                        |                        |                                                                                               |                                                       |

### Jako vedlejší umělec
| Název                                                                                   | Rok  | Umístění v hitparádách | Umístění v hitparádách | Umístění v hitparádách | Umístění v hitparádách | Umístění v hitparádách | Umístění v hitparádách | Umístění v hitparádách | Umístění v hitparádách | Umístění v hitparádách | Umístění v hitparádách | Certifikace                                 | Album                     |
| Název                                                                                   | Rok  | US                     | US R&B/HH              | AUS                    | CAN                    | DEN                    | IRE                    | LIT                    | NLD Tip                | NOR                    | UK                     | Certifikace                                 | Album                     |
| --------------------------------------------------------------------------------------- | ---- | ---------------------- | ---------------------- | ---------------------- | ---------------------- | ---------------------- | ---------------------- | ---------------------- | ---------------------- | ---------------------- | ---------------------- | ------------------------------------------- | ------------------------- |
| "No Patience" (CashMoneyAP feat. Polo G a NoCap)                                        | 2019 | —                      | —                      | —                      | —                      | —                      | —                      | —                      | —                      | —                      | —                      |                                             | Singl bez alb             |
| "Caroline" (Calboy feat. Polo G)                                                        | 2019 | —                      | —                      | —                      | —                      | —                      | —                      | —                      | —                      | —                      | —                      |                                             | Wildboy                   |
| "All In" (Clever feat. Polo G a G Herbo)                                                | 2019 | —                      | —                      | —                      | —                      | —                      | —                      | —                      | —                      | —                      | —                      |                                             | Singl bez alb             |
| "Marvelous" (Quando Rondo feat. Polo G)                                                 | 2020 | —                      | —                      | —                      | —                      | —                      | —                      | —                      | —                      | —                      | —                      |                                             | QPac                      |
| "3 Headed Goat" (Lil Durk feat. Lil Baby a Polo G)                                      | 2020 | 43                     | 15                     | —                      | 77                     | —                      | —                      | —                      | —                      | —                      | —                      | - RIAA: Platinum - BPI: Silver - RMNZ: Gold | Just Cause Y'all Waited 2 |
| "Pricetag" (Mozzy feat. Polo G a Lil Poppa)                                             | 2020 | —                      | —                      | —                      | —                      | —                      | —                      | —                      | —                      | —                      | —                      |                                             | Beyond Bulletproof        |
| "Doors Unlocked" (Murda Beatz feat. Polo G a Ty Dolla Sign)                             | 2020 | —                      | —                      | —                      | —                      | —                      | —                      | —                      | —                      | —                      | —                      |                                             | Singly bez alb            |
| "Purple" (Charlie Sloth feat. Polo G a Deno)                                            | 2020 | —                      | —                      | —                      | —                      | —                      | —                      | —                      | —                      | —                      | —                      |                                             | Singly bez alb            |
| "Bookbag 2.0" (BigKayBeezy feat. Polo G)                                                | 2020 | —                      | —                      | —                      | —                      | —                      | —                      | —                      | —                      | —                      | —                      |                                             | Bad Intentions            |
| "Bop It" (Fivio Foreign feat. Polo G)                                                   | 2020 | —                      | —                      | —                      | —                      | —                      | —                      | —                      | —                      | —                      | —                      |                                             | Singl bez alb             |
| "The Code" (King Von feat. Polo G)                                                      | 2020 | 66                     | 22                     | —                      | 90                     | —                      | —                      | —                      | —                      | —                      | —                      | - RIAA: Platinum                            | Welcome to O'Block        |
| "Goat Talk 2" (Hotboii feat. Polo G)                                                    | 2020 | —                      | —                      | —                      | —                      | —                      | —                      | —                      | —                      | —                      | —                      |                                             | Singl bez alb             |
| "Patience" (KSI feat. Yungblud a Polo G)                                                | 2021 | —                      | —                      | 61                     | 94                     | 37                     | 8                      | 85                     | 8                      | 37                     | 3                      | - BPI: Silver                               | All Over the Place        |
| "Richer" (Rod Wave feat. Polo G)                                                        | 2021 | 22                     | 13                     | —                      | 74                     | —                      | —                      | —                      | —                      | —                      | —                      | - RIAA: 4× Platinum                         | SoulFly                   |
| "Beat Box 5" (SpotemGottem feat. Polo G)                                                | 2021 | —                      | —                      | —                      | —                      | —                      | —                      | —                      | —                      | —                      | —                      | - RIAA: Gold                                | Singl bez alb             |
| "Last One Standing" (Skylar Grey feat. Polo G, Mozzy, a Eminem)                         | 2021 | 78                     | 31                     | —                      | 38                     | —                      | —                      | —                      | —                      | 26                     | 46                     | - RIAA: Gold                                | Venom 2: Carnage přichází |
| "Want It All" (Burna Boy feat. Polo G)                                                  | 2021 | —                      | —                      | —                      | —                      | —                      | —                      | —                      | —                      | —                      | —                      |                                             | Singl bez alb             |
| "Jumpin" (NLE Choppa feat. Polo G)                                                      | 2021 | 89                     | 40                     | —                      | 74                     | —                      | —                      | —                      | —                      | —                      | —                      | - RIAA: Gold - MC: Gold                     | Me vs. Me                 |
| "Waddup" (Remix) (PGF Nuk feat. Polo G)                                                 | 2022 | —                      | 44                     | —                      | —                      | —                      | —                      | —                      | —                      | —                      | —                      |                                             | Switch Music              |
| "9 Lives" (DDG feat. Polo G a NLE Choppa)                                               | 2022 | —                      | 50                     | —                      | —                      | —                      | —                      | —                      | —                      | —                      | —                      |                                             | It's Not Me, It's You     |
| "—" značí, že se nahrávka neumístila v hitparádách nebo v tomto území ani nebyla vydána |      |                        |                        |                        |                        |                        |                        |                        |                        |                        |                        |                                             |                           |

## Další umístěné a certifikované písně
| Název                                                                                   | Rok  | Umístění v hitparádách | Umístění v hitparádách | Umístění v hitparádách | Umístění v hitparádách | Umístění v hitparádách | Umístění v hitparádách | Umístění v hitparádách | Umístění v hitparádách | Certifikace                                                      | Album                 |
| Název                                                                                   | Rok  | US                     | US R&B/HH              | AUS                    | CAN                    | IRE                    | NZ Hot                 | UK                     | WW                     | Certifikace                                                      | Album                 |
| --------------------------------------------------------------------------------------- | ---- | ---------------------- | ---------------------- | ---------------------- | ---------------------- | ---------------------- | ---------------------- | ---------------------- | ---------------------- | ---------------------------------------------------------------- | --------------------- |
| "Dyin Breed"                                                                            | 2019 | —                      | —                      | —                      | —                      | —                      | —                      | —                      | —                      | - RIAA: Platinum                                                 | Die a Legend          |
| "Through da Storm"                                                                      | 2019 | —                      | —                      | —                      | —                      | —                      | —                      | —                      | —                      | - RIAA: 2× Platinum - BPI: Silver - MC: 2× Platinum - RMNZ: Gold | Die a Legend          |
| "Effortless"                                                                            | 2019 | —                      | —                      | —                      | —                      | —                      | —                      | —                      | —                      | - RIAA: Platinum                                                 | Die a Legend          |
| "BST"                                                                                   | 2019 | —                      | —                      | —                      | —                      | —                      | —                      | —                      | —                      | - RIAA: Gold                                                     | Die a Legend          |
| "Picture This"                                                                          | 2019 | —                      | —                      | —                      | —                      | —                      | —                      | —                      | —                      | - RIAA: Gold                                                     | Die a Legend          |
| "Chosen 1"                                                                              | 2019 | —                      | —                      | —                      | —                      | —                      | —                      | —                      | —                      | - RIAA: 2× Platinum - BPI: Silver - MC: Platinum - RMNZ: Gold    | Die a Legend          |
| "Don't Believe the Hype"                                                                | 2020 | 88                     | 44                     | —                      | —                      | —                      | —                      | —                      | —                      | - RIAA: Gold                                                     | The Goat              |
| "Flex" (feat. Juice Wrld)                                                               | 2020 | 30                     | 14                     | —                      | 60                     | 75                     | 8                      | 91                     | —                      | - RIAA: 3× Platinum - BPI: Silver - MC: 3× Platinum - RMNZ: Gold | The Goat              |
| "21"                                                                                    | 2020 | 62                     | 27                     | —                      | 86                     | 82                     | —                      | —                      | —                      | - RIAA: 4× Platinum - BPI: Gold - MC: Platinum - RMNZ: Platinum  | The Goat              |
| "33"                                                                                    | 2020 | 93                     | 48                     | —                      | —                      | —                      | —                      | —                      | —                      | - RIAA: Platinum                                                 | The Goat              |
| "I Know"                                                                                | 2020 | 95                     | 50                     | —                      | —                      | —                      | —                      | —                      | —                      | - RIAA: 2× Platinum - BPI: Silver - RMNZ: Gold                   | The Goat              |
| "Beautiful Pain (Losin My Mind)"                                                        | 2020 | 92                     | 47                     | —                      | —                      | —                      | 26                     | —                      | —                      | - RIAA: Platinum                                                 | The Goat              |
| "Be Something" (feat. Lil Baby)                                                         | 2020 | 57                     | 23                     | —                      | 90                     | —                      | —                      | —                      | —                      | - RIAA: 2× Platinum - MC: Gold                                   | The Goat              |
| "Trials & Tribulations"                                                                 | 2020 | —                      | —                      | —                      | —                      | —                      | —                      | —                      | —                      | - RIAA: Gold                                                     | The Goat              |
| "Hate the Other Side" (Juice Wrld a Marshmello feat. Polo G a the Kid Laroi)            | 2020 | 10                     | 8                      | —                      | 12                     | —                      | 3                      | —                      | —                      | - RIAA: Platinum - BPI: Silver - RMNZ: Gold                      | Legends Never Die     |
| "When You Down" (s Lil Tecca feat. Lil Durk)                                            | 2020 | 90                     | 32                     | —                      | 77                     | —                      | 24                     | —                      | 140                    |                                                                  | Virgo World           |
| "Free Promo" (Moneybagg Yo feat. Polo G a Lil Durk)                                     | 2021 | 80                     | 32                     | —                      | —                      | —                      | —                      | —                      | 171                    |                                                                  | A Gangsta's Pain      |
| "Painting Pictures"                                                                     | 2021 | 59                     | 25                     | —                      | 58                     | —                      | —                      | —                      | 78                     | - RIAA: Gold                                                     | Hall of Fame          |
| "No Return" (feat. the Kid Laroi a Lil Durk)                                            | 2021 | 26                     | 11                     | 33                     | 26                     | 40                     | 3                      | 47                     | 38                     | - RIAA: Gold - MC: Gold                                          | Hall of Fame          |
| "Toxic"                                                                                 | 2021 | 63                     | 27                     | —                      | 61                     | —                      | —                      | —                      | 90                     | - RIAA: Gold                                                     | Hall of Fame          |
| "Boom"                                                                                  | 2021 | 89                     | 39                     | —                      | 83                     | —                      | —                      | —                      | 147                    |                                                                  | Hall of Fame          |
| "Black Hearted"                                                                         | 2021 | 53                     | 23                     | —                      | 47                     | 47                     | 9                      | 65                     | 65                     | - RIAA: Platinum                                                 | Hall of Fame          |
| "Broken Guitars" (feat. Scorey)                                                         | 2021 | —                      | —                      | —                      | —                      | —                      | —                      | —                      | 200                    |                                                                  | Hall of Fame          |
| "Go Part 1" (feat. G Herbo)                                                             | 2021 | 86                     | 38                     | —                      | —                      | —                      | —                      | —                      | 158                    |                                                                  | Hall of Fame          |
| "Heart of a Giant" (feat. Rod Wave)                                                     | 2021 | 83                     | 35                     | —                      | —                      | —                      | —                      | —                      | 143                    | - RIAA: Gold                                                     | Hall of Fame          |
| "Zooted Freestyle"                                                                      | 2021 | —{                     | —                      | —                      | —                      | —                      | —                      | —                      | —                      |                                                                  | Hall of Fame          |
| "Party Lyfe" (feat. DaBaby)                                                             | 2021 | 85                     | 37                     | —                      | 64                     | —                      | 10                     | —                      | 126                    | - RIAA: Gold                                                     | Hall of Fame          |
| "Losses" (feat. Young Thug)                                                             | 2021 | —                      | —                      | —                      | —                      | —                      | —                      | —                      | —                      |                                                                  | Hall of Fame          |
| "So Real"                                                                               | 2021 | —                      | 49                     | —                      | —                      | —                      | —                      | —                      | 170                    | - RIAA: Gold                                                     | Hall of Fame          |
| "Fame & Riches" (feat. Roddy Ricch)                                                     | 2021 | —                      | —                      | —                      | —                      | —                      | —                      | —                      | —                      |                                                                  | Hall of Fame          |
| "For the Love of New York" (s Nicki Minaj)                                              | 2021 | —                      | 45                     | —                      | —                      | —                      | —                      | —                      | 179                    |                                                                  | Hall of Fame          |
| "Clueless" (feat. Pop Smoke a Fivio Foreign)                                            | 2021 | 79                     | 32                     | —                      | 40                     | —                      | 8                      | —                      | 109                    | - RIAA: Gold                                                     | Hall of Fame          |
| "Bloody Canvas"                                                                         | 2021 | 97                     | 42                     | —                      | 88                     | —                      | —                      | —                      | 176                    | - RIAA: Gold                                                     | Hall of Fame          |
| "Malibu" (Migos feat. Polo G)                                                           | 2021 | 65                     | 28                     | —                      | 57                     | —                      | —                      | —                      | 73                     |                                                                  | Culture III           |
| "Cry No More" (s G Herbo a Lil Tjay)                                                    | 2021 | 81                     | 29                     | —                      | —                      | —                      | —                      | —                      | —                      |                                                                  | 25                    |
| "Not Sober" (The Kid Laroi feat. Polo G a Stunna Gambino)                               | 2021 | 41                     | 14                     | 8                      | 22                     | 43                     | 2                      | 42                     | 31                     | - RIAA: Gold - MC: Gold                                          | F*ck Love 3: Over You |
| "Rich MF" (Trippie Redd feat. Polo G a Lil Durk)                                        | 2021 | 56                     | 17                     | —                      | —                      | —                      | —                      | —                      | 67                     | - RIAA: Gold                                                     | Trip at Knight        |
| "Don't Play" (feat. Lil Baby)                                                           | 2021 | 66                     | 17                     | —                      | 69                     | —                      | 21                     | —                      | 118                    | - RIAA: Gold                                                     | Hall of Fame 2.0      |
| "Start Up Again" (feat. Moneybagg Yo)                                                   | 2021 | 94                     | 31                     | —                      | —                      | —                      | —                      | —                      | —                      |                                                                  | Hall of Fame 2.0      |
| "Heating Up" (feat. YungLiv)                                                            | 2021 | —                      | 47                     | —                      | —                      | —                      | —                      | —                      | —                      |                                                                  | Hall of Fame 2.0      |
| "Black Man in America"                                                                  | 2021 | —                      | —                      | —                      | —                      | —                      | —                      | —                      | —                      |                                                                  | Hall of Fame 2.0      |
| "Young n Dumb"                                                                          | 2021 | 87                     | 27                     | —                      | 89                     | —                      | 19                     | —                      | —                      |                                                                  | Hall of Fame 2.0      |
| "Unapologetic" (feat. NLE Choppa)                                                       | 2021 | —                      | 38                     | —                      | —                      | —                      | 33                     | —                      | —                      | - RIAA: Gold                                                     | Hall of Fame 2.0      |
| "Fortnight"                                                                             | 2021 | —                      | 44                     | —                      | —                      | —                      | —                      | —                      | —                      |                                                                  | Hall of Fame 2.0      |
| "Partin Ways"                                                                           | 2021 | 100                    | 34                     | —                      | —                      | —                      | —                      | —                      | —                      | - RIAA: Gold                                                     | Hall of Fame 2.0      |
| "Suicide" (feat. Lil Tjay)                                                              | 2021 | —                      | 41                     | —                      | 83                     | —                      | 32                     | —                      | —                      |                                                                  | Hall of Fame 2.0      |
| "Feline" (s Juice Wrld a Trippie Redd)                                                  | 2021 | 56                     | 13                     | 86                     | 54                     | —                      | 4                      | —                      | 65                     |                                                                  | Fighting Demons       |
| "Changed on Me" (Fivio Foreign feat. Vory a Polo G)                                     | 2022 | —                      | 38                     | —                      | 86                     | —                      | —                      | —                      | —                      |                                                                  | B.I.B.L.E.            |
| "Phil Jackson" (s King Von)                                                             | 2023 | —                      | 36                     | —                      | —                      | —                      | —                      | —                      | —                      |                                                                  | Grandson              |
| "—" značí, že se nahrávka neumístila v hitparádách nebo v tomto území ani nebyla vydána |      |                        |                        |                        |                        |                        |                        |                        |                        |                                                                  |                       |

## Spoluumělec
| Název                | Rok  | Další umělec                  | Album                                           |
| -------------------- | ---- | ----------------------------- | ----------------------------------------------- |
| "Eternal Living"     | 2019 | Lil Poppa                     | Under Investigation 2                           |
| "Where I'm From"     | 2019 | Quando Rondo, BlocBoy JB      | From the Neighborhood to the Stage              |
| "Telescope"          | 2019 | The Plug, Anine, Swarmz       | Plug Talk                                       |
| "FTG"                | 2019 | 7981 Kal                      | Life Without Fear                               |
| "Career Day"         | 2019 | Only the Family, Lil Durk     | Family over Everything                          |
| "Free Melly"         | 2020 | Lil Gotit                     | Superstar Creature                              |
| "Fake Love"          | 2020 | Calboy                        | Long Live the Kings                             |
| "Lawyer Fees"        | 2020 | G Herbo                       | PTSD                                            |
| "Murder Rate"        | 2020 | Blueface                      | Find the Beat                                   |
| "While I'm Here"     | 2020 | Lil Loaded                    | A Demon in 6lue                                 |
| "Handgun"            | 2020 | DaBaby, NoCap                 | My Brother's Keeper (Long Live G)               |
| "Check On Me"        | 2020 | T9ine                         | Fast Life Living                                |
| "When You Down"      | 2020 | Lil Tecca, Lil Durk           | Virgo World                                     |
| "Last Man Standing"  | 2021 | —                             | Judas and the Black Messiah: The Inspired Album |
| "Fashion"            | 2021 | Pop Smoke                     | Boogie: The Original Motion Picture Soundtrack  |
| "Free Promo"         | 2021 | Moneybagg Yo, Lil Durk        | A Gangsta's Pain                                |
| "Malibu"             | 2021 | Migos                         | Culture III                                     |
| "Ride Da Night"      | 2021 | Kevin Gates, Teejay3k         | Rychle a zběsile 9                              |
| "Cry No More"        | 2021 | G Herbo, Lil Tjay             | 25                                              |
| "Not Sober"          | 2021 | The Kid Laroi, Stunna Gambino | F*ck Love 3: Over You                           |
| "Rich MF"            | 2021 | Trippie Redd, Lil Durk        | Trip at Knight                                  |
| "Rock Dat"           | 2021 | Tion Wayne                    | Green With Envy                                 |
| "Feline"             | 2021 | Juice Wrld, Trippie Redd      | Fighting Demons                                 |
| "Changed on Me"      | 2022 | Fivio Foreign, Vory           | B.I.B.L.E.                                      |
| "Paranoid"           | 2022 | Coi Leray                     | Trendsetter                                     |
| "9 Lives"            | 2022 | DDG, NLE Choppa               | It's Not Me It's You                            |
| "Beat the Odds Pt 2" | 2023 | Lil Tjay                      | 222                                             |
| "Back to the Wall"   | 2024 | Lil Tjay                      | Farewell                                        |